# القديس جيروم في البرية (لوحة)
القديس جيروم في البرية هي لوحة لم تكتمل للرسام الإيطالي ليوناردو دا فينشي رسمها حوالي العام 1480 للميلاد. والآن في متاحف الفاتيكان، روما.